# Чжао Даюй
Чжа́о Даю́й (кит. упр. 赵达裕, пиньинь Zhào Dáyù; 17 января 1961, Гуанчжоу — 18 марта 2015, Гуанчжоу) — китайский футболист, нападающий. Финалист кубка Азии.

## Клубная карьера
Футболист начал карьеру в футбольном клубе «Гуанчжоу». Чжао играл в первом и втором дивизионе чемпионата Китая. В 1988 году футболист перешёл в японский «Мицубиси Моторс». В сезоне 1987/88 его команда заняла третье место. В следующем сезоне «Мицубиси Моторс» занял последнее место и вылетел во второй дивизион футбольной лиги Японии. В сезоне 1989/90 нападающий помог клубу вернуться в первый дивизион.

## Сборная Китая
В 1982 году нападающий провёл первый матч за сборную Китая против Гонконга. Матч выиграла сборная Китая со счётом 2-0 , а один из голов забил Чжао Даюй. В отборочном турнире Кубка Азии 1984 нападающий сыграл 4 матча и забил 6 голов (Иордании-2 , Гонконгу-2 , Катару-1 , Афганистану-1).Чжао сыграл 6 матчей и забил 2 гола в Кубке Азии, на котором сборная Китая заняла 2 место. В отборочном турнире ЧМ 1986 сыграл 5 матчей и забил 6 голов. Сборная Китая заняла 2 место в группе 4А и не вышла во второй этап отборочного турнира.

## Тренерская карьера
В 1988—1990 гг. Чжао тренировал юношей в футбольном клубе «Урава Ред Даймондс». В 1999 году Чжао Даюй был главным тренером «Гуанчжоу Аполло» в Цзя «В».

## Достижения
- Финалист кубка Азии: 1984
- Чемпион второго дивизиона Японской футбольной лиги: 1990